# Bonsái (película)
Bonsái es una película chilena de 2011 dirigida por Cristián Jiménez, basada en la novela homónima de Alejandro Zambra. Se estrenó en la sección Un Certain Regard en el Festival de Cine de Cannes 2011.

## Elenco
- Gabriela Arancibia como Bárbara
- Nathalia Galgani como Emilia
- Diego Noguera como Julio
- Hugo Medina como Gazmuri
- Andrés Waas como Claudio
- Trinidad González como Blanca
- Ingrid Isensee como Vecina
- Paola Lattus como Vendedora
- Cristóbal Briceño como Hippie

## Premios
- Premio Pedro Sienna 2012 a la mejor dirección y a la mejor dirección de fotografía

Selección oficial
- Festival de Cannes 2011 (Un Certain Regard)